# アルサンジュ
アルサンジュ （Arcinges）は、フランス、オーヴェルニュ＝ローヌ＝アルプ地域圏、ロワール県のコミューン。

## 歴史
1056年にはArchingiisと記されていた。語源はブルグント語（fr）であり、Elkinと接尾辞のingasとが結びついている。『エルキンのドメーヌ』または『侵してはならないもの』を意味している。
1096年、サン・ヴァンサン・ド・マコン聖堂の特許状台帳にReinerius de Archingiisの名が現れる。教区はマコンの司教座に依存したが、シャルリューの修道院長にアルサンジュの司祭を任命されていた。現在の教会は、1840年以降、要塞の様相をした住宅を模した礼拝堂があった場所に建設されている。

## 人口統計
| 1962年 | 1968年 | 1975年 | 1982年 | 1990年 | 1999年 | 2005年 | 2014年 |
| ------ | ------ | ------ | ------ | ------ | ------ | ------ | ------ |
| 180    | 155    | 131    | 135    | 122    | 134    | 167    | 205    |

参照元:1962年から1999年までは複数コミューンに住所登録をする者の重複分を除いたもの。それ以降は当該コミューンの人口統計によるもの。1999年までEHESS/Cassini、2006年以降INSEE。